# Guido Cavalcanti
Guido Cavalcanti, född omkring 1255 i Florens, död där 29 augusti 1300, var en italiensk poet och ledare för de vita guelferna. Han var en av Dante Alighieris vänner.

Rime, 1813

Guido Cavalcanti föddes i Florens som son till guelfen Cavalcante de' Cavalcanti, som Dante finner i helvetet i Divina Commedia. Som ett led i att guelferna splittrades i två fraktioner, de vita och de svarta guelferna, gifte sig Guido Cavalcanti med Beatrice, en dotter till ghibellinernas ledare Farinata degli Uberti. Till skillnad från Dante, var han ateist. I juni jubelåret 1300 landsförvisades guelfer som varit delaktiga i våldsamma uppror, och Cavalcanti var en av dem. De vita guelferna sändes till Sarzana, men han kallades hem på grund av sjukdomsrisken i området. Under hemvägen ådrog han sig malaria, och avled i Florens i augusti samma år.
Det är som representant för de toskanska poeterna i dolce stil nuovo som Cavalcanti blivit ihågkommen för eftervärlden. Denna poetiska skola utvecklade folkspråket som skriftspråk, och har bevarats i form av italienska språket till våra dagar. Cavalcantis ateism var kombinerad med att han var anhängare av Averroës, men i fråga om kärlekens psykologi var han dock i hög grad påverkad av Thomas av Aquino.
Dante kallar Cavalcanti sin mentor i Commedia, men bara i fråga om versmått och språk - Cavalcantis materialism är fjärran Dantes andlighet. Giovanni Boccaccio tilltalades dock av den sidan hos Cavalcanti, och senare under renässansen finns flera beundrande hänvisningar till hans diktning. 1861 presenterade Dante Gabriel Rossetti honom för den engelskspråkiga världen i The Early Italian Poets, i sig ett betydelsefullt verk. I Italien räknas han till en av deras största poeter.
På svenska finns han representerad med sonetten ”Vem är hon” i Världens bästa lyrik i urval, översatt av Martha Larsson, i vilken han lovsjunger en kvinnas skönhet som outsäglig.